# Ombrophytum microlepis
Ombrophytum microlepis là một loài thực vật có hoa trong họ Balanophoraceae. Loài này được B. Hansen mô tả khoa học đầu tiên năm 1980.